# Lina Magaia
Lina Júlia Francisco Magaia (1940 – 27 tháng 6 năm 2011) là một nhà văn, nhà báo người Mozambique và cựu chiến binh của cuộc chiến tranh giành độc lập của Mozambique. Bà là một người phụ nữ nổi bật ở nhiều khía cạnh trong cuộc sống với các lĩnh vực như sáng tác, phim, phát triển nông thôn hay thậm chí là một người lính của cuộc giải phóng đất nước thoát khỏi sự cai trị của thuộc địa.

## Tiểu sử
Lina Magaia sinh ở Maputo vào năm 1940. Khi vẫn còn đi học bà đã tham gia vào Mặt trận Giải phóng Mozambique và đã bị giam trong ba tháng vì các hoạt động chính trị. Bà là một trong những người phụ nữ Mozambique nhận học bổng du học nước ngoài, nhận được tấm bằng BC của Đại học Lisbon; sau đó bà đi đến Tanzania để huấn luyện quân sự và năm 1975, trở thành thành viên của quân đội giải phóng FRELIMO.
Năm 1980, bà đã tham gia vào dự án "Green Zones" của Tổ chức Phụ nữ Mozambique nhằm cung cấp thực phẩm cho các khu vực đô thị, và hai năm sau đó bà đi đến Manhiça ở tỉnh Maputo, nơi bà trở thành phó giám đốc cho trang trại đường ở bang Maragra. Năm 1986, bà trở thành giám đốc phát triển nông nghiệp của Manhiça, nhưng công việc của bà đã bị công kích bởi phong trào kháng chiến chiến đấu RENAMO trong cuộc xung đột nội bộ sau độc lập.
Bà mất vào ngày 27 tháng 6 năm 2011, là nạn nhân của căn bệnh tim mạch. Bà được Thủ tướng Mozambique mô tả là "một công dân hoạt động tích cực và chiến đấu tuyệt vời, trong các giai đoạn khác nhau của cuộc đời, bà đã cống hiến hết mình cho quốc gia Mozambique".

## Sáng tác
Quyển sách Dumba Nengue (1987; tựa đề tiếng Anh Run For Your Life) và Duplo massacre en Moçambique (1989; Double Massacre in Mozambique) dựa trên các nhân chứng là những người sống sót kể về tội ác trong cuộc Nội chiến Mozambique, và chứa các tập khủng khiếp minh họa bản chất ghê gớm của chiến tranh và lực lượng thay thế của chế độ apartheid, các phiến quân RENAMO. Quyển sách thứ ba Delehta (1994), sáng tác trong chiến tranh với một phần hư cấu và một phần tài liệu. Tác phẩm cuối cùng của Lina là Recordacoes da Vovo Marta ("Memories of Grandma Marta"), xuất bản năm 2011, và dựa trên các cuộc phỏng vấn kéo dài với một trong những phụ nữ sống thọ nhất của Mozambique, bà Marta Mbocota Guebuza 99 tuổi, mẹ của cựu Tổng thống Mozambique Armando Guebuza.

## Tác phẩm xuất bản
- Dumba Nengue: Historias Trágicas do Banditismo (1987). 
  - Run for Your Life: Peasant tales of tragedy in Mozambique; English-language translation by Michael Wolfers. historical introduction by Allen Isaacman (Africa World press, 1988). ISBN 0-86543-074-8 (pbk); ISBN 0-86543-073-X
- Duplo massacre en Moçambique: Histórias trágicas do banditismo – II (1989)
  - Doppio massacro: storie tragiche del banditismo in Mozambico (1990). ISBN 88-267-0093-1
- Delehta: Pulos na vida (1994)
- A cobra dos olhos verde ("The green-eyed snake", novel; 1997)
- Memories of Grandma Marta (2011)